# Torrkokning
Torrkokning innebär att en kastrull avsedd för att värma livsmedel eller anordning för att värma vatten blir torrlagd. Värme kan då inte längre överföras från värmeelement till livsmedel eller vatten, och anordningen kan bli skadad eller överhettad och i värsta fall orsaka brand.

## Allmänt
Så länge vatten har möjlighet att lämna anordningen i form av ånga kan betydande energimängder bortföras utan att temperaturen väsentligt överstiger vattnets kokpunkt som är 100 °C vid normalt atmosfärstryck. När allt vatten kokat bort kommer temperaturen relativt snabbt att stiga, vilket medför risk för överhettning och skador på värmeanordningen och i värsta fall brand.

## Torrkokning i köksmiljö
Torrkokning kan till exempel inträffa om en spisplatta slås på av misstag eller genom att en påslagen platta glöms bort. 
Värmekapaciteten för vatten är cirka 4,2 kJ/kg,K, vilket innebär att en kastrull med 1 liter vatten som ställs på en kokplatta med en effekt på 1 000 watt kommer att värmas från 20 till 100 °C på 6 minuter, men då ångbildningsvärmet för vatten vid atmosfärstryck är cirka 2 260 kJ/kg så kommer det efter att vattnet börjat koka att ta ytterligare cirka 38 minuter innan allt vattnet kokat bort.
Exemplet visar att det i många fall finns en viss "varningstid" från det att kokning startar till dess att allt vatten kokat bort, och att överhettning normalt inträffar först när anordningen är helt torrlagd.
Torrkokning i köksmiljö kan orsaka brand genom antändning av exempelvis matrester varefter lågorna sprider sig till köksinredningen. Fett i köksfläkten som antänds bidrar ibland ytterligare till eldens spridning. Brand och överhettning kan medföra olika kemiska reaktioner som kan ge bildning av gaser, estrar och tjärämnen och obehaglig lukt, vilket i sin tur kan kräva betydande insatser för rengöring och sanering.

### Olycksstatistik
Bränder till följd av torrkokning sorteras i MSB:s statistik in under kategorin "spis". Enligt verket orsakades under perioden 2012–2021 cirka en tredjedel av alla bränder i flerbostadshus av "spis".

## Torrkokning i kärnreaktor
Om kylningen i en kärnreaktor är otillräcklig så förångas kylmediet varpå torrkokning inträffar på torrlagda härdelement. Torrkokning i en kärnreaktor är extra problematisk då de delar av bränslestavarna som består av zirkonium vid torrläggning kan bli överhettade och reagera med syret i omgivande vattenånga varvid ytterligare energi frigörs samtidigt som explosiv vätgas alstras. Denna process blir påtaglig när temperaturen på bränsleelementen stigit över cirka 1 200 °C, och ger ett accelererande förlopp där bränslet förstörs och smälter, en så kallad härdsmälta.